# Tian Tan-Boeddha

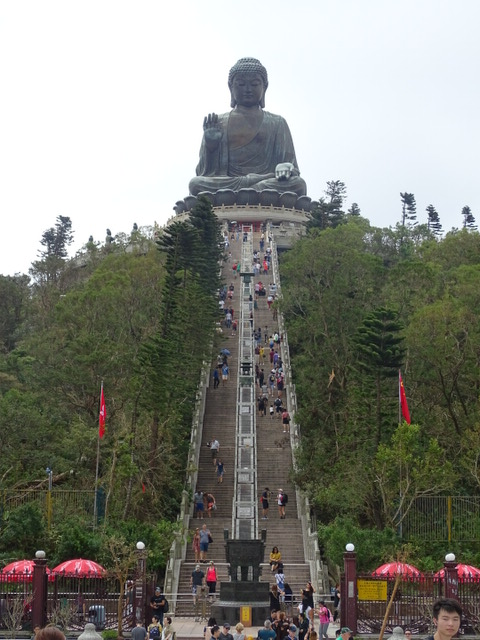
Boeddha en de trappen 2018

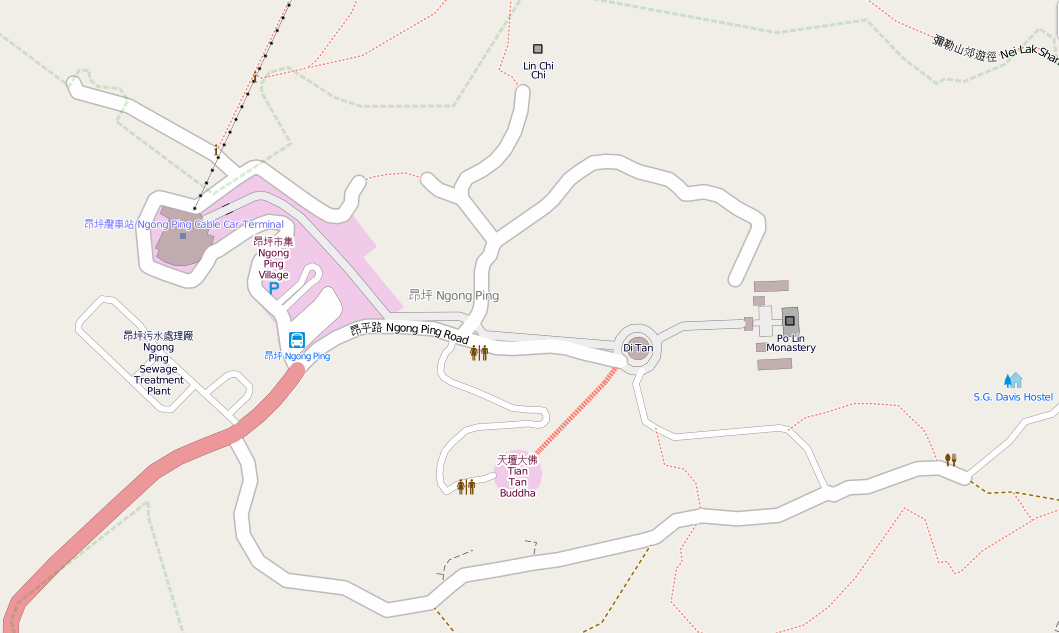
Ligging van Boeddha in Ngong Ping

De Tian Tan-Boeddha is een bronzen beeld in Ngong Ping, Lantau, Hongkong. Het is de grootste zittende bronzen Boeddha in de open lucht. De bouw van het beeld werd in 1993 voltooid. Het beeld, dat zich nabij het Po Linklooster bevindt, is een symbool van de harmonische verhouding tussen mens en natuur, volk en geloof. Het is een belangrijk boeddhistisch centrum in Hong Kong en een populaire toeristische attractie.
Het beeld kreeg de naam Tian Tan-Boeddha omdat het gemaakt is naar het voorbeeld van Tian Tan, Tempel van de Hemel in Peking. Het is een van de vijf grote boeddhabeelden in China. De Tian Tan-Boeddha zit vredig op een lotustroon boven een altaar en is omringd door acht kleinere beelden die goden of onsterfelijken voorstellen. De boeddha is 34 meter hoog; op een heldere dag kan hij helemaal vanuit Macau worden gezien. Een van de grootste attracties is het beklimmen van de 268 treden van de trap naar het beeld (vergelijk: de toren van de Dom van Utrecht heeft 465 treden). De bouw van het beeld duurde van begin 1990 tot 29 december 1993, de verjaardag van Gautama Boeddha.
Het beeld ligt nabij het wat zuidelijker gelegen metrostation Tung Chung, maar vanaf dat punt is de reis naar het beeld bijna een uur doordat de weg helemaal om de berg heenloopt. Op 18 september 2006 is de Ngong Ping 360 geopend, een kabelbaan met gondels, die het metrostation rechtstreeks met het beeld verbindt.